# Фрих, Иоахим
Иоахим Кристиан Гельмёйден Гильденкранц Фрих (норв. Joachim Christian Geelmuyden Gyldenkrantz Frich; 24 июля 1810, Берген, Норвегия — 29 января 1858, Христиания (Осло), Норвегия) — норвежский живописец-пейзажист романтического направления, был связан с Дюссельдорфской школой живописи.

## Биография
Иоахим Фрих, родом из Бергена, Норвегия, был сыном Давида Фриха (1782—1859) и Гертруды Барклай (1782—1838). Он получил свое первое образование в Бергене у Людера Сагена и Карла Петера Лемана (1794—1876). Затем с 1834 по 1836 год учился в Академии искусств в Копенгагене у Кристоффера Вильгельма Эккерсберга, Йохана Людвига Лунда и Йохана Фредерика Мёллера. Затем, в 1836 году, он перешёл в Дрезденскую академию искусств, где с 1836 по 1837 год был учеником Юхана Кристиана Даля. В 1837—1839 годах жил в Мюнхене, где на него оказали значительное влияние пейзажи Карла Ротмана.
Позднее Иоахим Фрих поселился в Христиании (ныне Осло) и в 1841 году стал преподавателем Королевской школы рисования. Он также стал членом правления Национальной галереи. В 1844 году Фрих был одним из основателей «Общества по сохранению древних норвежских памятников» (Foreningen til Norske Fortidsmindesmerkers Bevaring). В 1846 и 1855 годах совершил учебные поездки в Дюссельдорф, чья школа живописи также оказала на него влияние. Он совершал ежегодные поездки, посещая Швецию, Нидерланды и Бельгию.
В 1850 году он завершил серию из шести больших декоративных пейзажей для столовой во дворце Оскарсхалл на острове Бюгдёй. Он также создал иллюстрации для «Норвегии в чертежах» (Norge fremstillet i tegninger), серии книг, выпущенных норвежским издателем и автором Кристианом Тёнсбергом.

## Галерея

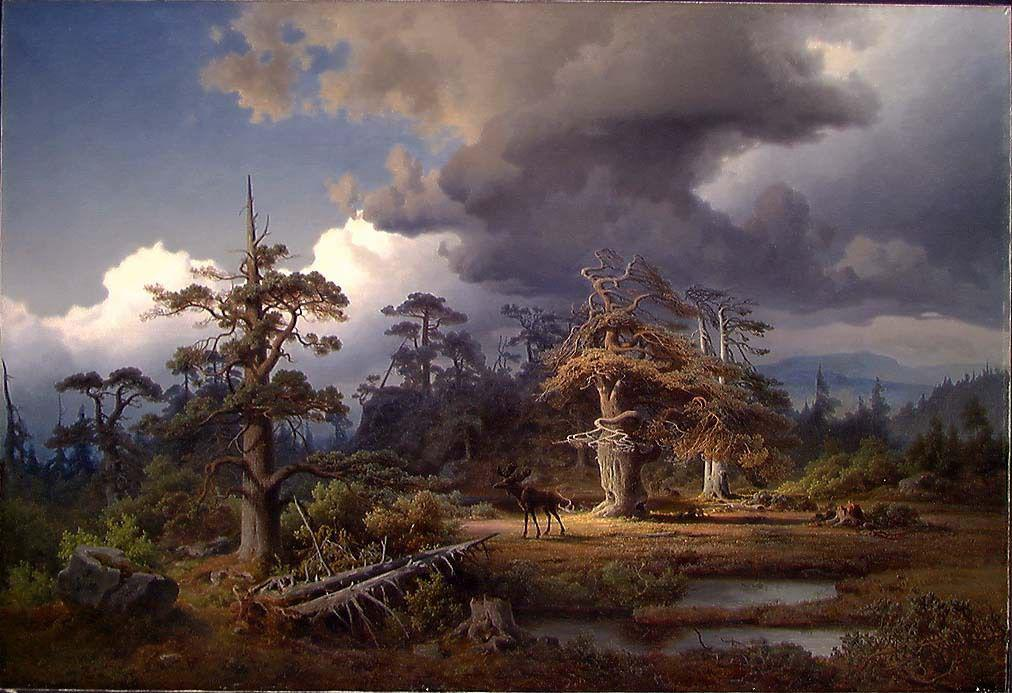
Пейзаж из Телемарка. 1852. Холст, масло. Национальный музей искусства, архитектуры и дизайна, Осло
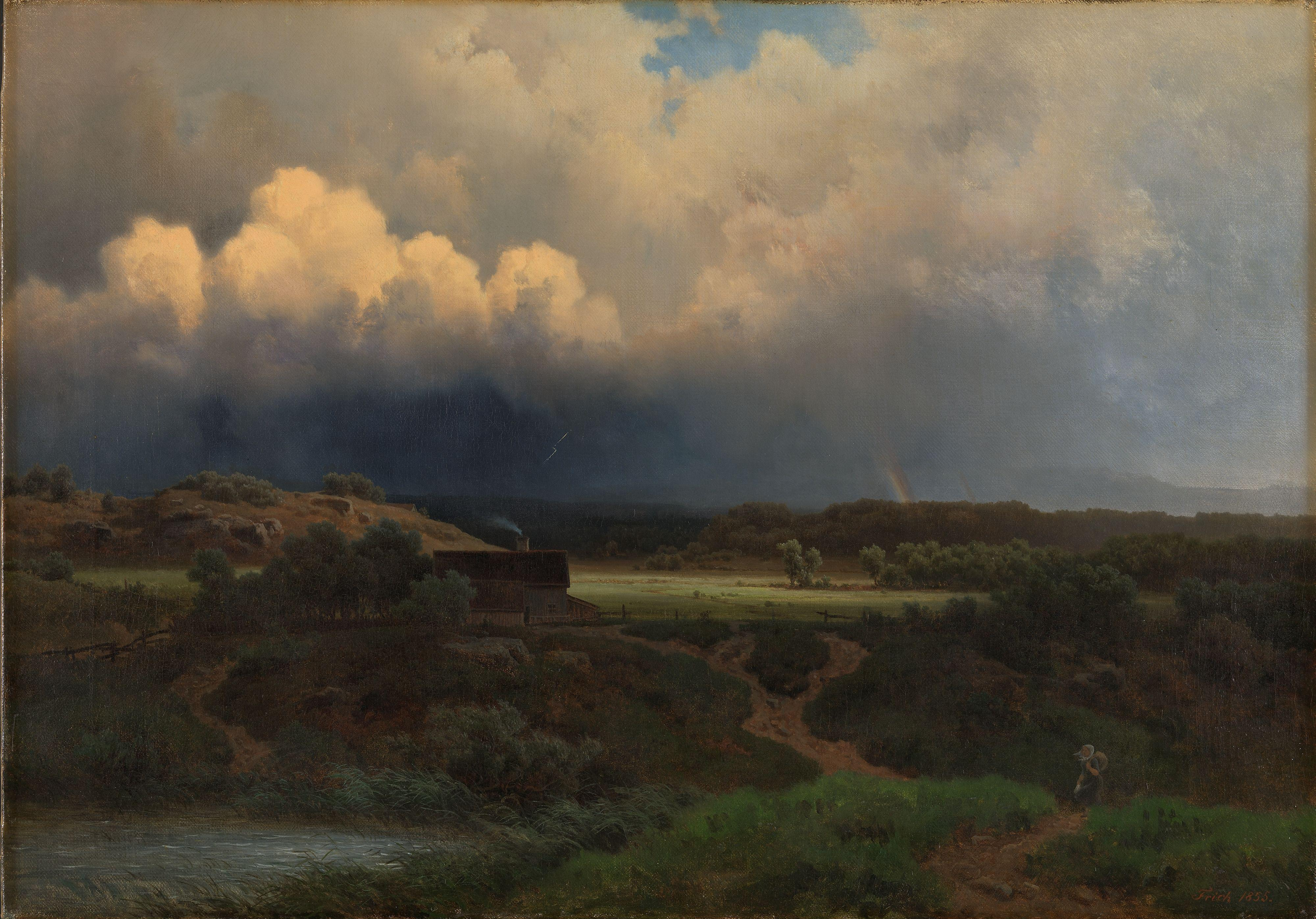
Пейзаж с грозовым небом. 1855. Холст, масло. Национальный музей искусства, архитектуры и дизайна, Осло
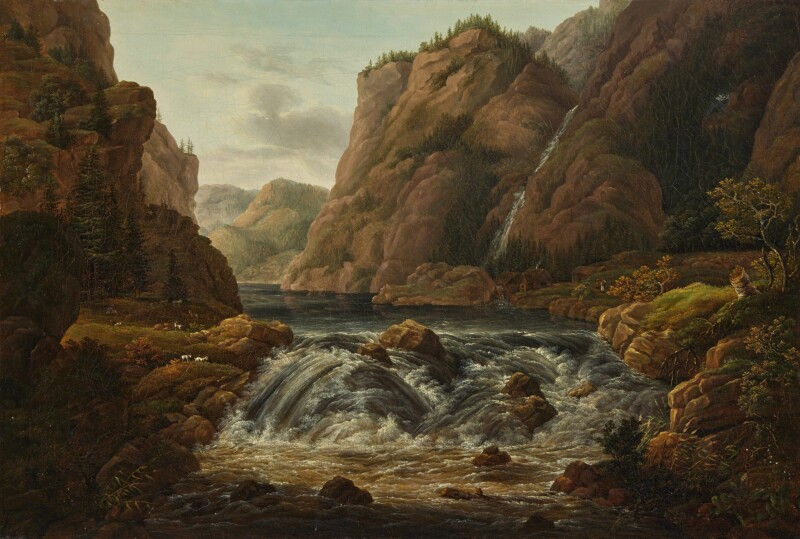
Гора с водопадом. Холст, масло. Частное собрание
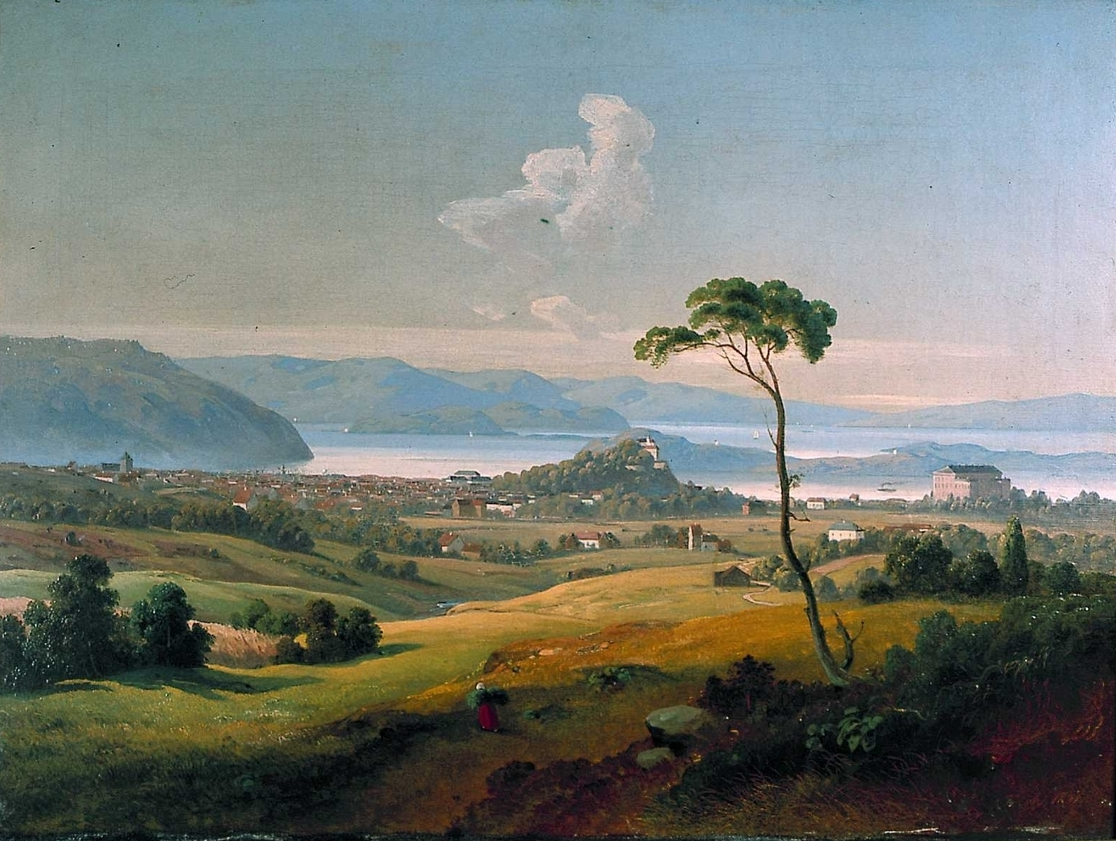
Вид из Корфаугена. 1841. Холст, масло. Городской музей, Осло
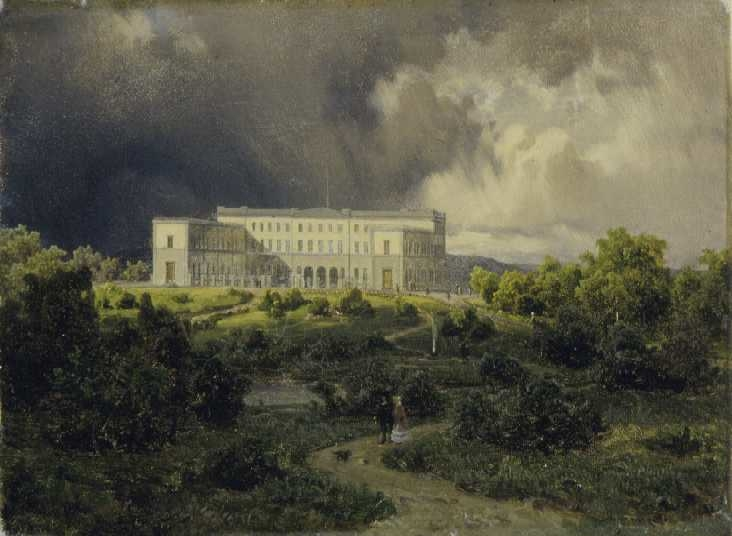
Замок и Королевский парк. 1853. Холст, масло. Городской музей, Осло
Пейзаж. Мотив из долины Нумме в Норвегии. 1850. Холст, масло. Национальный музей изобразительных искусств, Стокгольм
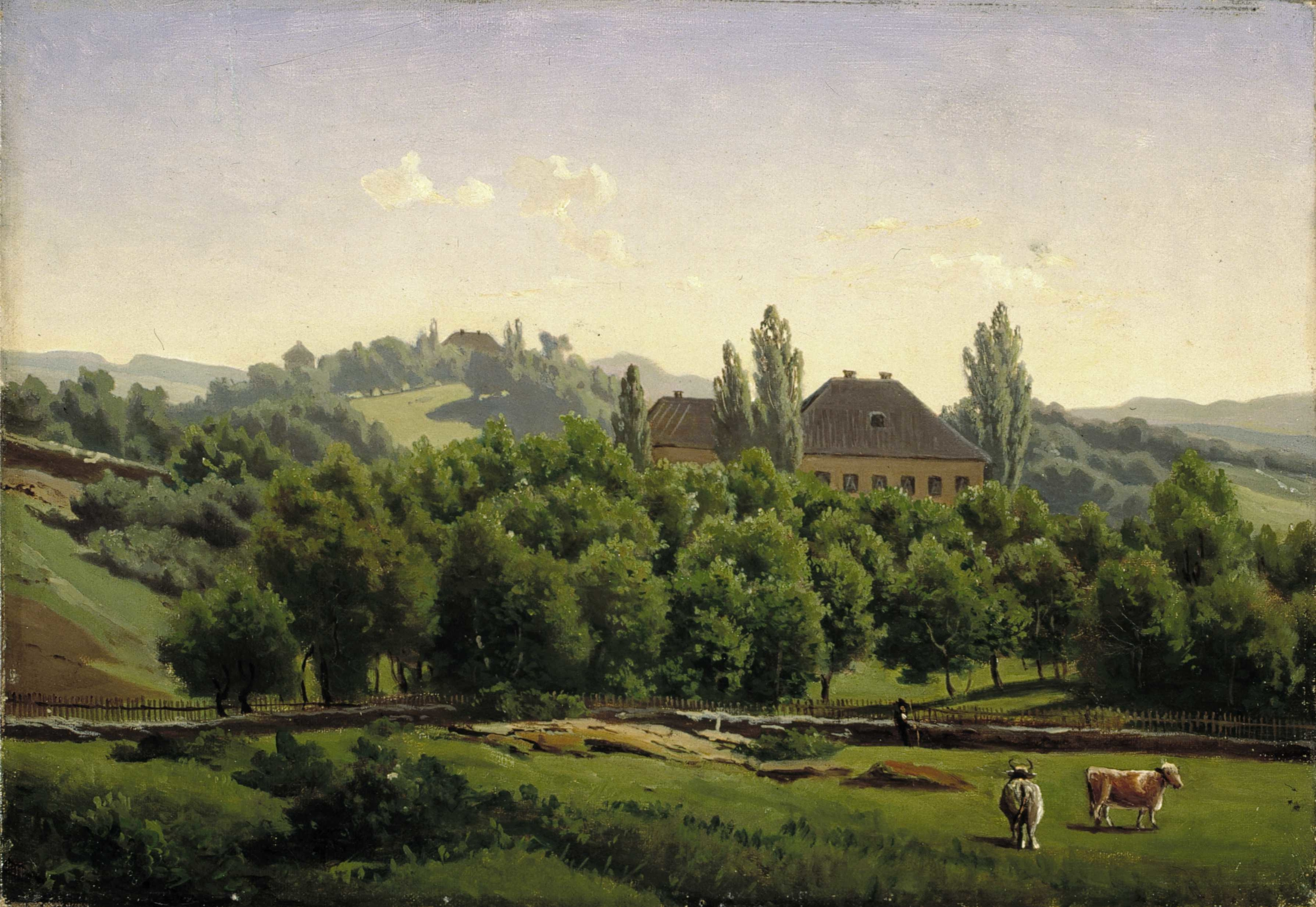
Дом на холме. Ок. 1850. Холст, масло. Городской музей, Осло